# Falcigonopus baluensis
Falcigonopus baluensis är en mångfotingart som först beskrevs av Pocock 1892.  Falcigonopus baluensis ingår i släktet Falcigonopus och familjen Harpagophoridae. Inga underarter finns listade i Catalogue of Life.